# アファンタジア
アファンタジア(Aphantasia)とは心的イメージを思い浮かべることができず、頭の中でイメージを視覚化することのできない状態を指す言葉である。この症状は1880年にフランシス・ゴルトンによって最初に記述されたが、その後現在に至るまでほとんど研究されていない。エクセター大学のアダム・ゼーマン教授（Adam Zeman）が指導する研究チームが研究結果を発表した後になってようやく関心を寄せられるようになった。逆に、頭の中で鮮明にイメージを想像できる状態を「Hyperphantasia(ハイパーファンタジア)」と呼ぶ。これらの研究はまだ不十分であるが、さらなる研究の計画がある。

## 神経学的知見
2024年に発表された研究では、アファンタジアの被験者と通常の視覚的イメージ能力を有する被験者を対象に、一次視覚野（primary visual cortex, V1）の脳活動の違いが調査された。この研究では、fMRI を用いて 血中酸素濃度依存（BOLD）信号を測定し、心的イメージの想起中および視覚刺激の提示中における脳活動を分析している 。
解析には、脳活動の強度評価と、機械学習により情報内容を復元する手法が用いられた。その結果、アファンタジア群においても、心的イメージを思い浮かべようとする試行中にV1の活動が確認され、その活動パターンから想起対象の内容を一定の精度で解読することが可能であった。
ただし、アファンタジア群の活動パターンは典型的な視覚イメージとは異なっていた。通常、視覚情報は網膜から反対側の 大脳半球（対側）で処理されるが、アファンタジア群では同側（同側性, ipsilateral）の脳半球における反応が強く認められた。また、実際の視覚刺激提示時のBOLD応答は、アファンタジア群では有意に弱かった。さらに、通常の被験者では視覚イメージと実際の視覚刺激の間に脳活動パターンの共通性（クロスデコーディング）が見られたのに対し、アファンタジア群ではそのような共通性は確認されなかった。
これらの結果から、アファンタジアにおいても一次視覚野に何らかの心的表象が存在する可能性が示唆されるが、その表象は感覚的な詳細に乏しく、意識的な視覚的クオリアとしては認識されないと考えられている。研究者らはこの状態を「無像のイメージ（imageless imagery）」と表現し、一次視覚野の活動と主観的イメージ体験の関係について、従来の理論枠組みに再考を促すものとしている。

## 歴史
この現象は1880年にフランシス・ゴルトンが行った精神的なイメージに関する統計的研究で初めて記述された。ゴルトンは、彼の同輩の間で共通の現象としてそれを説明した。しかしながら、それは大部分が未調査のままであり、2005年にエクセター大学のアダム・ゼーマン教授が、軽度な手術の副作用として視覚化能力を失ったと思われるある人物に接触するまでは、ほとんど研究されていなかった。2010年にその人物の事例が報告されると、ゼーマンは生涯において視覚化できなかったと訴える多くの人々からアプローチを受けた。 2015年に、ゼーマンの研究チームは、この状態を『先天性アファンタジア』と名付けた論文を発表した。現在は単に『アファンタジア』の名で知られており、新たな関心を呼び起こしている。このテーマに関する研究はまだ少ないが、さらなる研究が予定されている。

## 大衆文化
2016年4月に、ソフトウェアエンジニアである Blake Ross が、彼自身のアファンタジアと、「誰もがそれを体験するわけではない」という彼の認識を記したエッセイをFacebookに掲載した。彼のエッセイはソーシャルメディアを通じて広範囲に広まった。
2017年12月、Alan Kendleが『Aphantasia: Experiences, Perceptions, and Insights』を上梓した。この本には、アファンタジアとともに生きる人々から寄せられた、自らの生活への洞察が多数収められている。また、この本の序文はアダム・ゼーマン教授が寄稿している。

## 関連する概念
アファンタジアは相貌失認や識字障害、音痴 などの目に見えない障害に似ているが、アファンタジア自体は機能的な障害とは関係がない。